# Striježevica (Chorwacja)
Striježevica – wieś w Chorwacji, w żupanii pożedzko-slawońskiej, w gminie Brestovac. W 2011 roku liczyła 9 mieszkańców.